# Frauenkirche, Nürnberg
Frauenkirche är en romersk-katolsk gotisk kyrkobyggnad i centrala Nürnberg i Bayern i Tyskland, helgad åt Jungfru Maria.
Kyrkan påbörjades år 1355 på initiativ av Karl IV och konsekrerades år 1358. I interiören finns bland annat Tucheraltaret från 1400-talets mitt samt en rad skulpturer. Därtill har Adam Kraft utfört två monument i kyrkan.

## Bilder

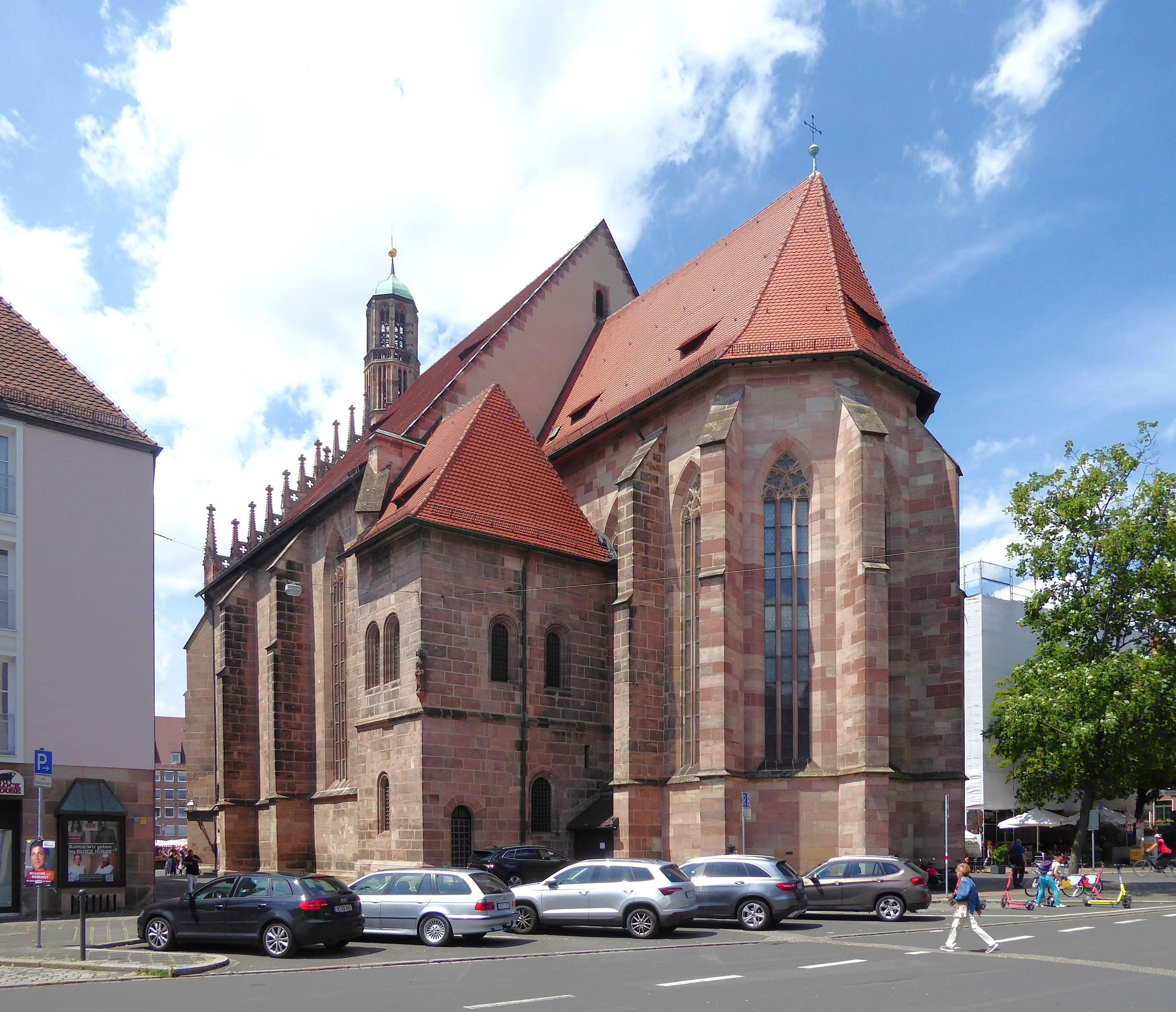
Absiden.
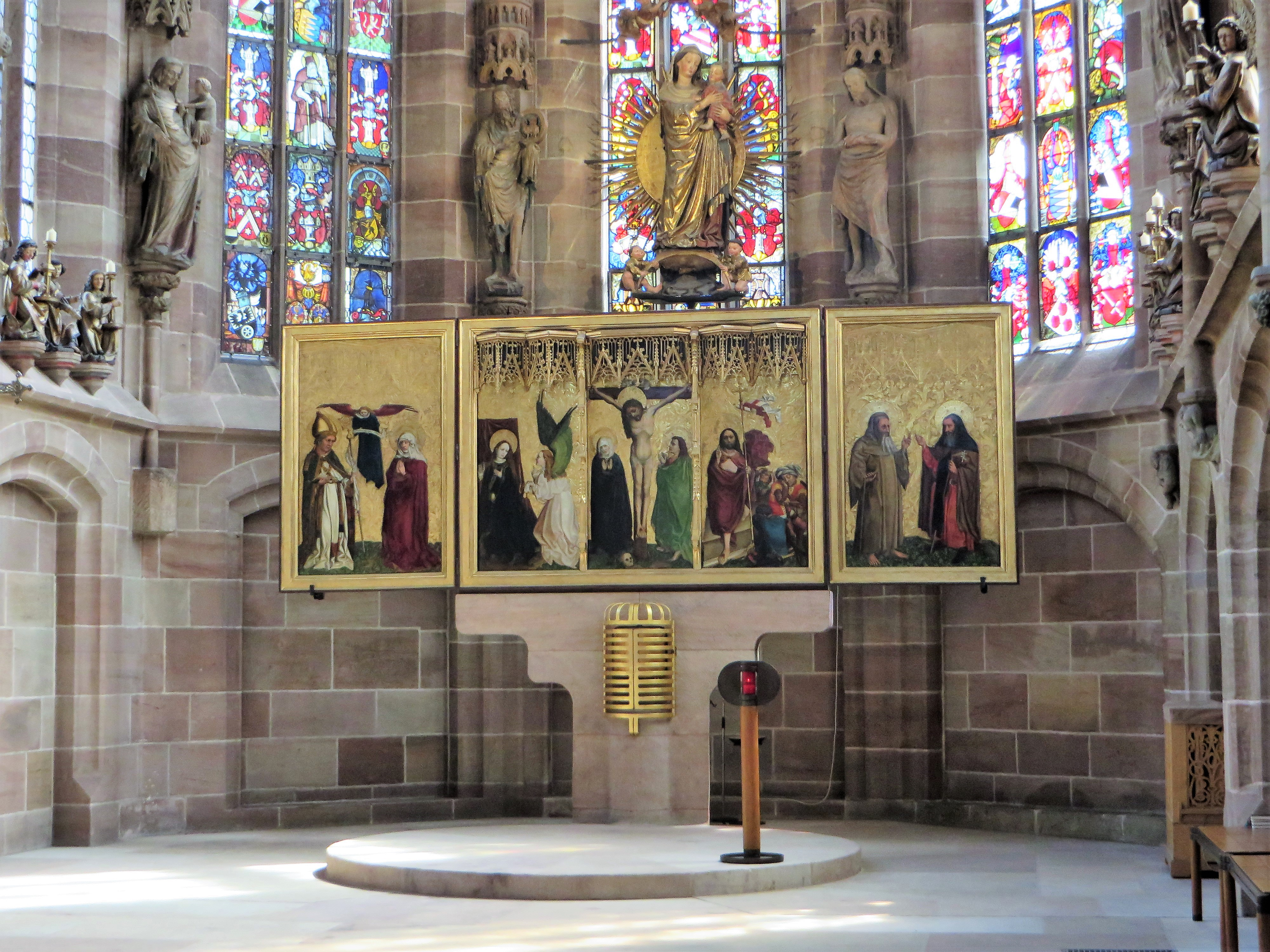
Tucheraltaret.
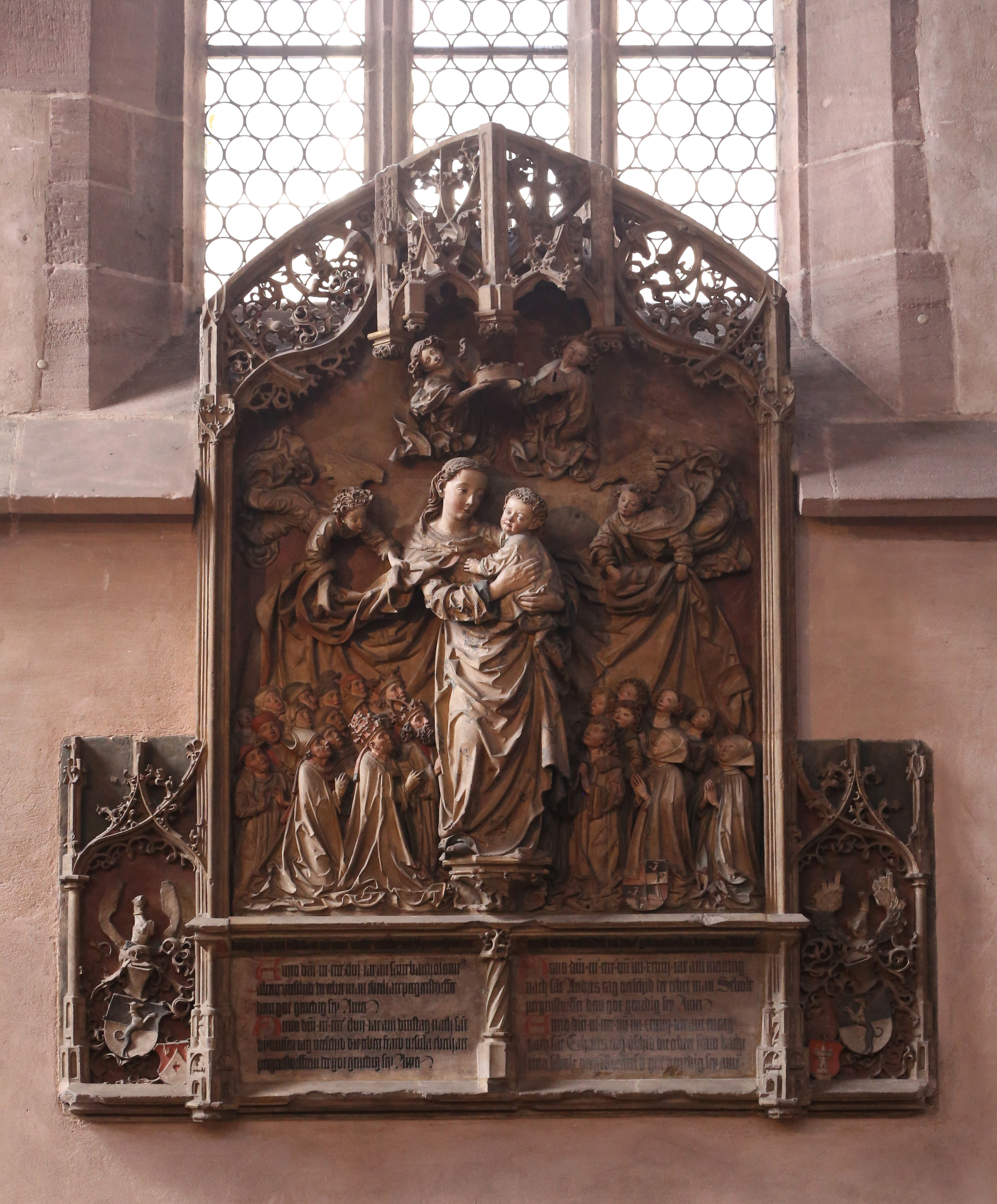
Pergenstorfferepitafiet av Adam Kraft.